# Maria Hilf (Otzbach)

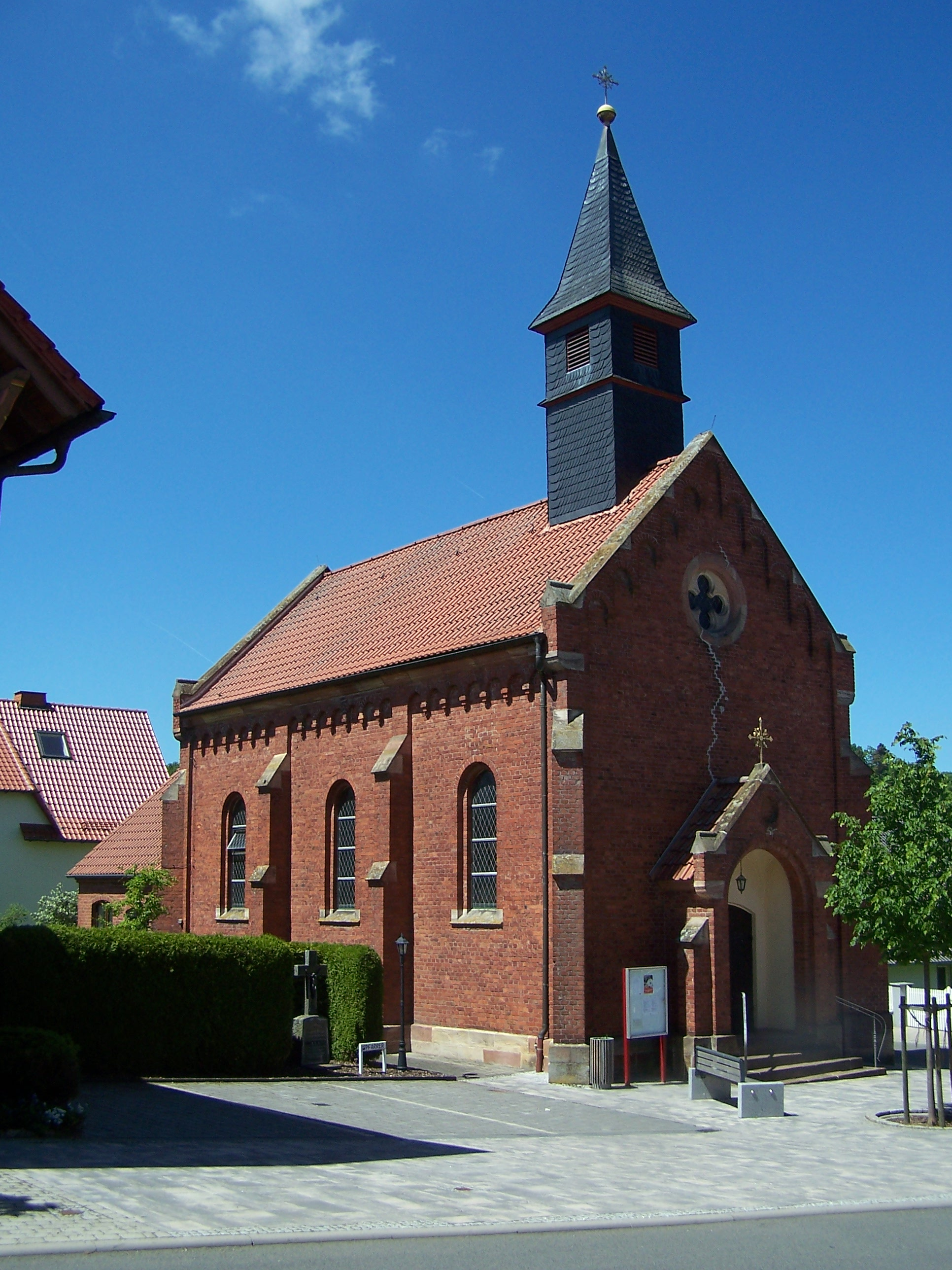
Maria Hilf

Die römisch-katholische Filialkirche Maria Hilf steht in
Otzbach, einem Ortsteil von Geisa im Wartburgkreis in Thüringen.
Die Filiale Maria Hilf (Otzbach) gehört zum Pfarrverband St. Elisabeth im Ulster-, Felda- und Werratal im Dekanat Hünfeld-Geisa im Bistum Fulda.

## Beschreibung
Eine Kapelle wurde 1750 aus einer ehemaligen Scheune errichtet. Da sie im schlechten Zustand war, ist 1904 eine einfache Saalkirche aus Backsteinen über drei Fensterachsen in neuromanischer Form mit Strebepfeilern gebaut worden. Unter der Dachtraufe befindet sich ein Bogenfries. Aus dem Satteldach erhebt sich ein schiefergedeckter Dachreiter, der 1968 wegen Baufälligkeit abgebrochen werden musste. 1993 wurde er mit einem Kreuz und einer Turmkugel wieder errichtet. Das Portal wird über einen Portikus erreicht.